# اولیویا ریوس
اولیویا ریوس (انگلیسی: Olivia Reeves؛ زادهٔ ۱۹ آوریل ۲۰۰۳) وزنه‌بردار زن اهل ایالات متحده آمریکا است.
وی در مسابقات کشوری و بین‌المللی در مجموع برندهٔ ۱ مدال طلا شده است.